# 13.º Prêmio Jabuti
O 13º Prêmio Jabuti foi realizado em 1971, premiando obras literárias referentes a lançamentos de 1970.

## Prêmios
Os premiados foram:
- Lenita Miranda de Figueiredo, Romance (O Sexo Começa às Sete)
- Ricardo Ramos, Contos/crônicas/novelas
- Dora Ferreira da Silva, Poesia
- Fausto Cunha, Estudos literários (Ensaios)
- Vicente de Paulo Vicente de Azevedo, Biografia e/ou memórias
- Olga Savary, Autor revelação - Literatura adulta
- Fernando Lopes de Almeida, Literatura infantil
- Rui Carlos Camargo Vieira, Ciências exatas
- Manuel Vítor Filho, Ilustrações
- Geraldo Galvão Ferraz, Melhor crítica e/ou notícia literária jornais
- Antônio Houaiss, Personalidade literária do ano

## Ver Também
- Prêmio Prometheus
- Os 100 livros Que mais Influenciaram a Humanidade
- Nobel de Literatura